# Spoorlijn Coleraine - Portrush
De spoorlijn Coleraine - Portrush is een korte spoorlijn tussen de plaatsen Coleraine en Portrush. De lijn is een zijtak van de lijn tussen Belfast en Derry. 
Vanuit Portrush vertrekt ieder uur een trein. De meeste treinen zijn doorgaande treinen van en naar Belfast. Voor een aansluiting richting Derry is de overstaptijd in Coleraine ruim een half uur.